# Ascensorul din Ribeira
Ascensorul din Ribeira (în portugheză Ascensor da Ribeira sau Elevador da Lada) este un ascensor gratuit pentru transport de persoane situat în orașul Porto din Portugalia. Instalația realizează legătura între cartierul Ribeira (în dreptul numărului 66 de pe strada Rua dos Arcos da Ribeira, în apropierea Podului D. Luís I) și aproximativ jumătatea colinei pe care este situat cartierul Barredo, prin intermediul unui ascensor vertical și al unei pasarele.

## Istoric
Ascensorul a fost construit de compania Efacec Elevadores S.A., după un proiect al arhitectului António Moura, și a fost inaugurat pe data de 13 aprilie 1994, în prezența lui Mário Soares, președintele de la acea vreme al Portugaliei, a primarului orașului Porto, a arhitectului șef al orașului și a altor personalități. Construcția ascensorului a făcut parte dintr-un plan pe termen lung, inițiat în 1974, de reabilitare și recuperare a zonei urbane degradate a cartierului Barredo.
Spre deosebire de alte construcții similare precum ascensorul Santa Justa din Lisabona, turnul ascensorului din Ribeira este complet deschis, fiind practic o structură metalică de tip grinzi cu zăbrele. Din acest motiv impactul său vizual este minimizat, expunerea la vânt este mai redusă, iar aspectul său general este asemănător cu cel al podului Dom Luís I din apropiere. Însă acest tip de construcție atrage o mai mare expunere la intemperii, ceea ce a determinat deja câteva lucrări de conservare majore.
Ascensorul a suferit o avarie importantă în 2008 și funcționarea sa a fost întreruptă timp de doi ani, fiind redeschis publicului abia în iunie 2010. Avarii repetate și întreruperi temporare ale funcționării au fost semnalate și în 2014, existând situații în care pompierii au fost chemați pentru a elibera persoane imobilizate în ascensor. Aceste situații au atras nemulțumirea locuitorilor din zonă și a turiștilor.
În noiembrie 2019, primăria orașului Porto a concesionat către compania Liftech S.A. gestionarea, operarea și întreținerea ascensorului și a funicularului Guindais, pentru o sumă totală de 2,17 milioane de euro și o perioadă de trei ani (între 2019 și 2022).

## Caracteristici tehnice
Ascensorul este compus dintr-un turn vertical cu o înălțime de 33,9 m și o pasarelă metalică la partea superioară, complet acoperită și având o lungime de 20 m. Cursa ascensorului între cele două niveluri este de 26,8 m. Cabina ascensorului are o capacitate de 1 600 kg / 21 de persoane pe cursă și se deplasează cu o viteză de 1 m/s, parcurgând cei 26,8 m în 35 de secunde.
Motorul care pune în mișcare instalația, având o putere de 14 kW și 920 rpm, este dotat cu un reductor planetar cu raport de 42,5:1. Cablul care tractează cabina este alcătuit din 6 tole împletite, fiecare din ele având diametrul de Ø15 mm, iar toba de cablu are diametrul de Ø900 mm.

## Program
Ascensorul din Ribeira funcționează de luni până vineri, între orele 08:00-20:00, iar sâmbăta, duminica și de sărbătorile legale este închis publicului.
Utilizarea ascensorului este gratuită.